# Parc d'État de Rice Lake
Pour les articles homonymes, voir Rice.
Le parc d'État de Rice Lake (en anglais : Rice Lake State Park) est une réserve naturelle située dans l'État du Minnesota, aux États-Unis.